# Michael von Sundt
Michael (Wilhelm) von Sundt (16. juli 1679 i Frederiksstad – 18. eller 28. juni 1753 på Evje sædegård, Rygge) var en dansk-norsk officer.
Han var søn af karakteriseret major Michael Jansen Sundt (død i Laurvig 1685) og dennes 2. hustru, Helvig Cathrine Friedlieb. Fra sin barndom bestemtes han til den militære stand, og efter at han havde nydt undervisning i artilleri og fortifikation, udnævntes han i 1696 til konstabel. Samme år drog han med sin kaptajn til udlandet og gik i engelsk tjeneste som underfyrværker ved artilleriet i de forbundne magters krig mod Ludvig XIV af Frankrig. Efter freden i Rijswijk 1697 vendte han tilbage til Norge, hvor han blev underfyrværker og 1699 fyrværker ved artilleriet. I krigen med Sverige 1700 beordredes han til Basmo Fæstning, hvor han tillige havde med ledelsen af fæstningsarbejderne at gøre. Han blev samme år stykjunker på Kongsvinger, 1702 karakteriseret løjtnant, 1704 kaptajnløjtnant ved artilleriet på Akershus, 1707 karakteriseret kaptajn af infanteriet og på ny ansat ved artilleriet på Kongsvinger, 1708 virkelig artillerikaptajn.
I denne stilling forblev han, indtil han 1718 udnævntes til major af infanteriet, ingeniørkaptajn, generalkvartermester-løjtnant og midlertidig chef for den norske Fortifikationsetat, som havde været uden chef siden oberst Caspar Schøllers død i 1716. 1719 blev han virkelig chef for Fortifikationsetaten, idet han samtidig udnævntes til oberstløjtnant af infanteriet og generalkvartermester. 1732 forfremmedes han til oberst af infanteriet, og han ophøjedes i adelstanden ved patent af 28. november 1733. 28. juli samme år havde Sundt mødt kong Christian VI ved Trondhjem. 1742 blev han generalmajor af infanteriet, 1751 generalløjtnant af infanteriet og inspektør over alle fæstninger i Norge, og han afskedigedes af krigstjenesten 9. november 1752 med 800 rigsdaler i årlig pension.
I 1726 havde han købt Evje adelige sædegård i Rygge Præstegæld ved Moss; her døde han 18. juni 1753 (andre kilder opgiver 28. juni).
Sundt blev gift 1. gang (i København 8. august 1708) med Margrethe Cathrine von Buchwald (døbt 12. juli 1690, død på Abelsø ved Christiania 13. april 1722), datter af professor Johannes de Buchwald, og 2. gang (på Bergenhus 2. marts 1723) med Dorothea Sophia Tuchsen (død på Evje og begravet 14. april 1759), datter af kommandanten på Bergenhus, generalmajor Johan Frederik Tuchsen og Marie f. Meng. Sundt havde 9 børn i sit første, 10 i sit andet ægteskab.
Han er begravet i eller ved Rygge Kirke. Majorstuen ved Oslo er opkaldt efter Sundt.
Der findes et portrætmaleri i Oslo Militære Samfund, som er en kopi af et portræt malet 1832 eller 1833 af en kaptajn Munch. Dette portræt var i forvejen en kopi af en 1700-talsportræt. Portrættet gengiver Sundt som hvid ridder, men han optræder ikke som Dannebrogsridder.